# Santa Caterina Albanese
Santa Caterina Albanese é uma comuna italiana da região da Calábria, província de Cosenza, com cerca de 1.156 habitantes. Estende-se por uma área de 17 km², tendo uma densidade populacional de 68 hab/km². Faz fronteira com Fagnano Castello, Malvito, Roggiano Gravina, San Marco Argentano.

## Demografia
| Variação demográfica do município entre 1861 e 2011                               |
|                                                                                   |
| Fonte: Istituto Nazionale di Statistica (ISTAT) - Elaboração gráfica da Wikipedia |